# Vot uninominal cu două tururi

Modele de buletine de vot specifice sistemului uninominal majoritar cu două tururi

Votul uninominal majoritar cu două tururi este un sistem de vot majoritar uninominal care implică alegerea în două tururi a unui candidat. Așadar, în primul tur, dacă un candidat nu obține majoritatea absolută, sunt aleși primii doi candidați care urmează să meargă mai departe în cel de-al doilea tur. În acesta, candidatul cu cele mai multe voturi câștigă.
Cel de-al doilea tur adesea reprezintă un "duel" între candidați rămași, aceștia putând forma între cele două tururi coaliții cu partidele politice ce-i reprezentau pe candidații care nu au reușit să se claseze mai departe.